# Base de plein air et de loisirs de Guerlédan
La Base de plein air et de loisirs  de Guerledan est une des bases de plein air et de loisir française située en Bretagne dans le département des Côtes-d'Armor qui en est propriétaire, sur la commune de Mûr-de-Bretagne. 

## Présentation
La base est située au bord du plus grand lac de Bretagne (400 hectares), le lac de Guerlédan, entourée par la forêt de Quénécan, les bois de Cornec et de Caurel, les vallées de Daoulas et de Poulancre

## Activités
- Activités nautiques
  - Canoë-Kayak
  - voile

- Activité terrestres
  - VTT
  - VTC
  - Escalade
  - Randonnée pédestre
  - Course d'orientation

- Formation de cadres bénévoles et professionnels,